# Megaulacobothrus flexivenus
Megaulacobothrus flexivenus är en insektsart som först beskrevs av Liu, Jupeng 1981.  Megaulacobothrus flexivenus ingår i släktet Megaulacobothrus och familjen gräshoppor. Inga underarter finns listade i Catalogue of Life.